# عدالت اجتماعی
عدالت اجتماعی؛ یکی از دلالت‌های مفهوم عدالت است که منظور از آن تخصیص «منصفانه‌ی» منابع در یک اجتماع انسانی است. به این معنا؛ قانون باید به سطح قابل قبولی از عدالت واقعی و رسمی دست یابد و باید توزیع منصفانهٔ منابع و برابر فرصت‌ها را تضمین کند.

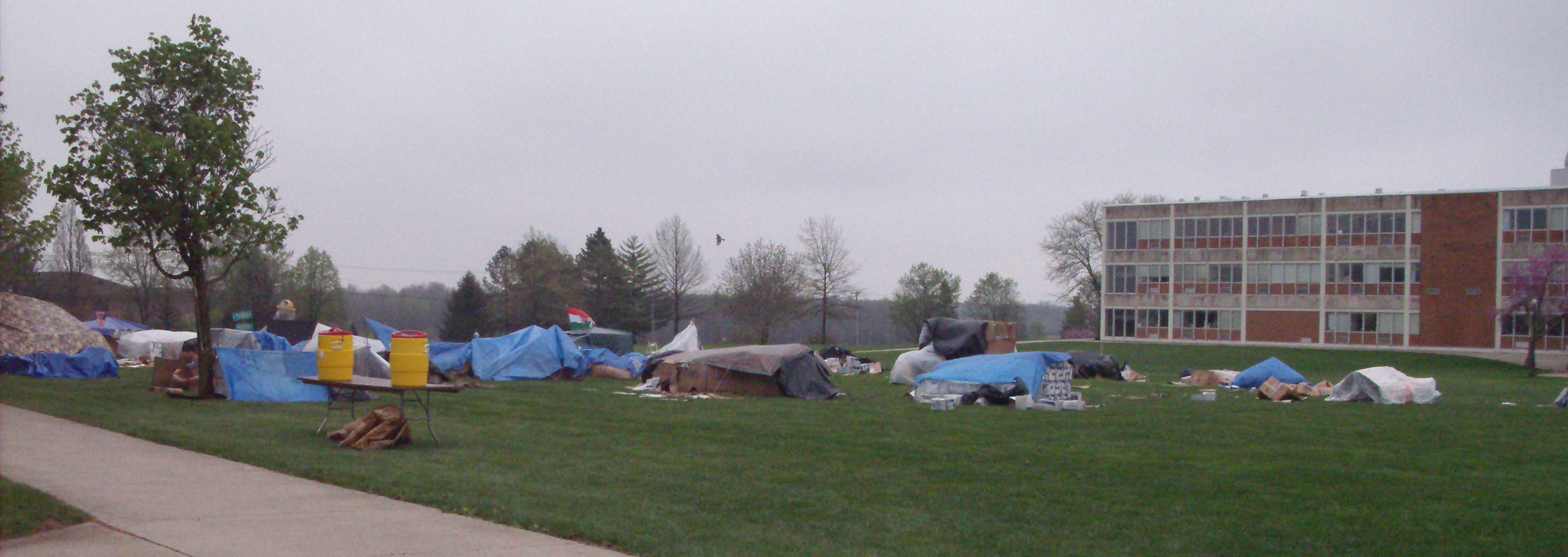
دانشجویان دانشکده برای یک هفته در چادرها زندگی می‌کنند تا سطح آگاهیشان را نسبت به آنچه؛ که معتقدند برای عدالت اجتماعی لازم است، افزایش دهند.

امروزه در جریان اصلی سیاسی سه نظریهٔ فلسفهٔ سیاسی سه مکتب اصلی عدالت وجود دارد:
1. آثار ارسطو در خصوص عدالت که بسیار تأثیرگذار و مجادله برانگیزند؛ که مبنای نظریه‌های مدرن نو-ارسطویی و فردگرایانه برای عدالت هستند، نظیر فلسفهٔ عینیت گرای نیچه‌ای آین رند. مهم‌ترین کار روش شناسانهٔ ارسطو تمایز قراردادن او بین عدالت اصلاحی و توزیعی بود.
2. نظریه‌های قرارداد اجتماعی که آموزه‌های لیبرال کلاسیک خود را با فرضیهٔ معروف قرارداد اجتماعی توجیه می‌کند؛ فرض می‌شود اجتماع آزاد و مردم‌سالار مبتنی بر انتخاب آزاد، عوامل عاقل و خودمختار است.
3. سودمندگرایی، فلسفه‌ای که هدف آن حداکثرسازی رفاه اجتماع است: نفوذ و قدرت سودمندگرایی نیروی اصلی پشتیبان استحکام و قوی کردن فلسفهٔ سیاسی بوده است؛ خصوصاً پس از آنکه سودمندگرایی توسط علم اقتصاد نئو کلاسیک مورد پذیرش قرار گرفت. اغلب نظریات معاصر با واکنش (معمولاً منتقدانه) نسبت به ایده‌های سودمندگرایانه شروع می‌شوند.

## نظریه امروزی

### نقطه نظرات فلسفی

#### جان رالز
جان رالز سعی کرد؛ با ارائهٔ نظریه‌ای جایگزین که بدون این که در خصوص رفاه اجتماعی سازش کند؛ فردگرایانه باشد، بر قدرت سودمندگرایی فائق آید. این او را به برساخته‌ای نظری رهنمون کرد؛ که دهه‌ها مباحثه در خصوص این موضوع را، به خود معطوف کرد. در نظر رالز، هر شخص از حقوق اولیهٔ تخطی ناپذیری برخوردار است؛ که بنیان آن عدالت است و حتی رفاه اجتماعی در کلیتش نمی‌تواند آن را نقض کند. نابرابری اجتماعی باید (از طریق مداخله حکومت) تا حدی کاهش یابد که (الف) هستهٔ اصلی حقوق دست نخورده بماند و (ب) بازدهی اقتصادی که برای رفاه اجتماعی لازم است، شدیداً ضربه نخورد. بر این اساس از نظر رالز احترام به آزادی فردی و رعایت حد اکثری این آزادی از اهمیت ویژه ای برخوردار است.

##### سازمان ملل
سند سال ۲۰۰۶ میلادی سازمان ملل با نام عدالت اجتماعی در دنیایی باز: نقش سازمان ملل (به انگلیسی: Social Justice in an Open World: The Role of the United Nations)، بیان می‌کند که «عدالت اجتماعی می‌تواند به‌طور وسیع، به عنوان توزیع منصفانه و مهربانانه [یا از روی همدردی] ثمره‌های رشد اقتصادی فهمیده شود…» (ترجمه به مضمون)

## دیدگاه و نقدهای لیبرترین بر عدالت اجتماعی
رابرت نازیک از مخالفان سرسخت سودمندگرایی بود، به مراتب بیشتر از رالز. بر این اساس او اساساً با هرگونه مداخلهٔ حکومت بر اساس مقایسه‌های فایده و رفاه مخالف بود. در نظر نازیک، یک دولت حداقلی و فقط برای حفاظت از حقوق فردی تخطی ناپذیر (خصوصاً حقوق مالکیت) لازم است. همچون رالز، او معتقد بود حکومت نباید در حقوق و آزادی‌های اساسی فردی مداخله کند. به هر روی، او ایدهٔ فرصت برابر را در دستگاه عدالت خود نمی‌پذیرد. بنا بر اعتقاد او، صرفاً مالکیت که مبتنی بر حق ذهنی مشتق شده از اکتساب اموال بی مالک، مبادلهٔ آزادانهٔ منابع یا انتقال قانونمند توجیه پذیر است. هر درک دیگری از عدالت، آنتی تز نظریهٔ عدالت به عنوان یک حق ذهنی است؛ بنابراین، هیچ توزیع منصفانه‌ای از حقوق ذهنی وجود ندارد، و صرفاً فرایندهایی برای ایجاد و انتقال حقوق ذهنی وجود دارد. این مشکل نظریهٔ نازیک هم هست. او حق ذهنی را بیرونی می‌داند و با مسئلهٔ گسترده‌تر بی عدالتی‌های گذشته سرسری مواجه می‌شود.
فریدریش هایک عدالت اجتماعی را یک سراب می‌داند، مفهومی دست نیافتنی؛ که مبتنی بر دیدگاهی معیوب از بازار است. در نظر هایک، بازار را نمی‌توان منصفانه یا غیرمنصفانه توصیف کرد، زیرا بازار شبیه یک پدیدهٔ طبیعی هست. توصیف نتایج یک فرایند در بازار (مخصوصاً نابرابری) به عنوان منصفانه یا غیر منصفانه بی‌معنی است. بازار نوع اعلای سازمان اقتصادی بر حسب بازدهی و نتیجتاً رفاه است. توزیع نابرابر ثروت در یک نظام بازار، بهترین توزیع است. حتی برای کسی که کمتر از همه منتفع می‌شود، هم او در دراز مدت با هر توزیع دیگری غیر از بازار، وضعیت بدتری خواهد داشت. نزدیکی هایک به سودمندگرایی روشن است، اما او به فرض‌های رالز هم بسیار نزدیک است.